# Задворнов, Константин Юрьевич
Константи́н Ю́рьевич Задво́рнов (; род. 12 декабря 1956, Ленинград) — советский и российский кёрлингист и тренер по кёрлингу.
Мастер спорта России (кёрлинг, 1995). Победитель и призёр чемпионатов России, участник чемпионата Европы.
Заслуженный тренер России.
С 1991 года по настоящее время работает с ведущими клубными командами страны, а также со сборными командами России — как главный тренер, тренер и тренер-консультант. В качестве менеджера олимпийской сборной страны по кёрлингу участвовал в зимних Олимпиадах 2002 года (Солт-Лейк-Сити) и 2006 года (Турин). Руководил комплексной научной группой при сборной команде России по кёрлингу при подготовке к Олимпиаде-2010.
Подготовил большое количество спортсменов, ставших победителями и призёрами всероссийских и международных соревнований.
Тренер мужской команды «Адамант» (Санкт-Петербург) — чемпиона страны 2011 года.
С 1991 по 2006 — президент Федерации кёрлинга России.
В настоящее время — вице-президент Федерации кёрлинга России, член исполкома Европейской федерации кёрлинга.
В 1978 окончил Национальный государственный университет физической культуры, спорта и здоровья имени П. Ф. Лесгафта (Санкт-Петербург).
Кандидат педагогических наук (1985), профессор. Основатель и более 10 лет руководитель курса «Теория и методика кёрлинга» в Санкт-Петербургской государственной академии физической культуры им. П. Ф. Лесгафта. Опубликовал более 100 научных работ, в том числе методические пособия «Тактическая подготовка спортсмена в спортивной игре кёрлинг» (1998), «Структура и содержание деятельности Федерации кёрлинга России» (1999).
Награждён почётными знаками Олимпийского комитета России «За развитие олимпийского движения в России» и Госкомспорта РФ «Отличник физической культуры РФ» (1998), медалями «80 лет Госкомспорту РФ» и «Медаль Петра Лесгафта», почётной грамотой Международного Олимпийского комитета.

## Команды и результаты как кёрлингиста
| Сезон   | Четвёртый            | Третий           | Второй            | Первый           | Запасной             | Турниры             |
| ------- | -------------------- | ---------------- | ----------------- | ---------------- | -------------------- | ------------------- |
| 2007—08 | Александр Колесников | Сергей Мельников | Владимир Шевченко | Сергей Короленко | Константин Задворнов | ЧМВ 2008 (13 место) |

(скипы выделены полужирным шрифтом)

## Результаты как тренера
национальных сборных
| Год  | Турнир                                                 | Сборная                    | Место |
| ---- | ------------------------------------------------------ | -------------------------- | ----- |
| 1997 | Чемпионат Европы по кёрлингу 1997                      | Россия (мужчины)           | 15    |
| 2008 | Чемпионат мира по кёрлингу среди смешанных пар 2008    | Россия (смешанная пара)    | 20    |
| 2017 | Чемпионат мира по кёрлингу среди смешанных команд 2017 | Россия (смешанная команда) | 5     |

клубных команд
(раздел не закончен, поиск данных продолжается)
| Сезон   | Турнир                                                   | Команда                     | Скип                            | Место |
| ------- | -------------------------------------------------------- | --------------------------- | ------------------------------- | ----- |
| ...     |                                                          |                             |                                 |       |
| 2014—15 | Чемпионат России по кёрлингу среди мужчин 2015           | Адамант-2 (Санкт-Петербург) | Андрей Дроздов                  | 1     |
| 2019—20 | Чемпионат России по кёрлингу среди женщин 2020           | Санкт-Петербург 4           | Маргарита Евдокимова            | 4     |
| 2019—20 | Чемпионат России по кёрлингу среди мужчин 2020           | Санкт-Петербург 3           | Олег Красиков                   | 8     |
| 2020—21 | Кубок России по кёрлингу среди женщин 2020               | Санкт-Петербург 4           | Мария Ермейчук                  | 4     |
| 2020—21 | Кубок России по кёрлингу среди мужчин 2020               | Санкт-Петербург 3           | Олег Красиков                   | 11    |
| 2020—21 | Чемпионат России по кёрлингу среди женщин 2021           | Санкт-Петербург 2           | Нкеирука Езех                   | 7     |
| 2020—21 | Чемпионат России по кёрлингу среди мужчин 2021           | Санкт-Петербург 2           | Алексей Стукальский             | 3     |
| 2021—22 | Кубок России по кёрлингу среди женщин 2021               | Санкт-Петербург 2           | Нкеирука Езех                   | 1     |
| 2021—22 | Чемпионат России по кёрлингу среди смешанных пар 2022    | Санкт-Петербург 3           | Диана Маргарян / Олег Красиков  | 10    |
| 2021—22 | Чемпионат России по кёрлингу среди женщин 2022           | Санкт-Петербург 2           | Нкеирука Езех                   | 1     |
| 2021—22 | Чемпионат России по кёрлингу среди мужчин 2022           | Санкт-Петербург 2           | Алексей Стукальский             | 6     |
| 2022—23 | Кубок России по кёрлингу среди мужчин 2022               | Санкт-Петербург 2           | Олег Красиков                   | 8     |
| 2022—23 | Чемпионат России по кёрлингу среди смешанных пар 2023    | Санкт-Петербург 2           | Нкеирука Езех / Олег Красиков   | 1     |
| 2022—23 | Чемпионат России по кёрлингу среди женщин 2023           | Санкт-Петербург 1           | Ирина Низовцева                 | 6     |
| 2022—23 | Чемпионат России по кёрлингу среди мужчин 2023           | Санкт-Петербург 2           | Олег Красиков                   | 3     |
| 2022—23 | Чемпионат России по кёрлингу среди смешанных команд 2023 | Санкт-Петербург 1           | Олег Красиков                   | 8     |
| 2023—24 | Кубок России по кёрлингу среди смешанных пар 2023        | Санкт-Петербург 2           | Нкеирука Езех / Олег Красиков   | 2     |
| 2023—24 | Кубок России по кёрлингу среди смешанных команд 2023     | Санкт-Петербург 1           | Олег Красиков                   | 5     |
| 2023—24 | Кубок России по кёрлингу среди женщин 2023               | Санкт-Петербург 3           | Ирина Низовцева                 | 13    |
| 2023—24 | Чемпионат России по кёрлингу среди смешанных пар 2024    | Санкт-Петербург 3           | Ирина Низовцева / Глеб Лясников | 7     |
| 2023—24 | Чемпионат России по кёрлингу среди женщин 2024           | Санкт-Петербург 3           | Ирина Низовцева                 | 3     |
| 2023—24 | Чемпионат России по кёрлингу среди мужчин 2024           | Санкт-Петербург 2           | Олег Красиков                   | 6     |
| 2024—25 | Кубок России по кёрлингу среди смешанных команд 2024     | Санкт-Петербург 2           | Герман Доронин                  | 10    |
| 2024—25 | Кубок России по кёрлингу среди смешанных пар 2024        | Санкт-Петербург 3           | Нкеирука Езех / Артур Ражабов   | 6     |
| 2024—25 | Кубок России по кёрлингу среди мужчин 2024               | Санкт-Петербург 2           | Герман Доронин                  | 2     |
| 2024—25 | Чемпионат России по кёрлингу среди смешанных пар 2025    | Санкт-Петербург 3           | Нкеирука Езех / Олег Красиков   | 3     |
| 2024—25 | Чемпионат России по кёрлингу среди женщин 2025           | Санкт-Петербург 2           | Нкеирука Езех                   | 11    |

Если на одном турнире К.Ю. Задворнов был тренером нескольких команд, показана только команда с лучшим результатом.